# 洛伦佐·帕塔

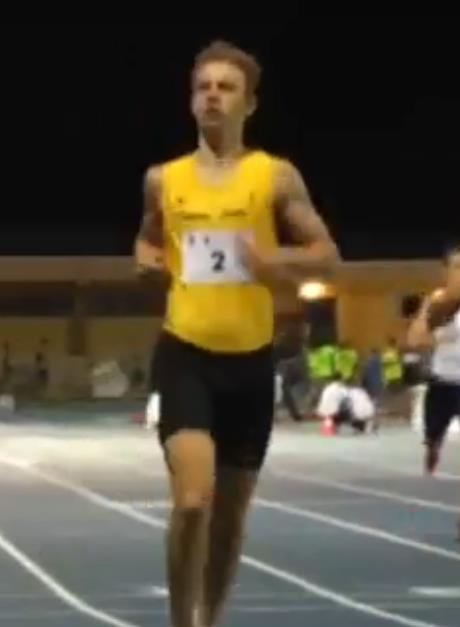
洛伦佐·帕塔

洛伦佐·帕塔（義大利語：Lorenzo Patta，2000年5月23日—），意大利男子田径运动员。他曾代表意大利参加2020年夏季奥林匹克运动会田径比赛，获得男子4×100米接力金牌。